# Karl Auguste Offmann
 (mars 2018).
Si vous disposez d'ouvrages ou d'articles de référence ou si vous connaissez des sites web de qualité traitant du thème abordé ici, merci de compléter l'article en donnant les références utiles à sa vérifiabilité et en les liant à la section « Notes et références ».
Karl Auguste Offmann, né le 25 novembre 1940 dans une banlieue de Port-Louis (Île Maurice) et mort le 12 mars 2022, est un homme d'État mauricien.

## Biographie
Fils de Laurent Offmann et d'Émilie Armourgom, et d'origine créole, Karl Auguste Offmann obtient une bourse d’étude à la fin de son école élémentaire (primaire) ce qui l’amènera à poursuivre des études dans la prestigieuse Royal College de Port-Louis puis à l’école technique de Floréal où il étudie la mécanique. Il en fera d’ailleurs son métier, puisqu’il commence sa carrière professionnelle dans les chemins de fer de l’île Maurice en 1963. Puis il rejoint en tant que mécanicien, l’imprimerie La Sentinelle à Port-Louis qui imprime le quotidien à grand tirage, L’Express.
Militant actif dans la section mauricienne de la Jeunesse ouvrière chrétienne (JOC) dans les années 1960 et au début des années 1970, il œuvre en faveur du sort des ouvriers dans son pays, mais aussi en Afrique. Son militantisme dans la JOC lui vaudra plusieurs voyages sur le continent africain, mais aussi européen. 
Il se marie le 24 octobre 1969 avec Marie Rose Danielle Moutou (née le 31 août 1948) qu’il avait rencontrée quatre ans plus tôt à la chorale de l’église de Cassis. Ils ont deux fils, Gilles Bernard (21 juillet 1971) et Hans Erick (10 février 1974).
Le jour de son mariage, contrairement à ses contemporains, il se rend à pied à l’église et repart également à pied avec sa jeune épouse.
Il œuvre dans le domaine de l'action sociale en faveur des plus défavorisés de la société mauricienne durant les années 1970 avant d'entamer une carrière politique en 1976. N'ayant pas été élu aux élections générales de 1976 sous la bannière du parti Union démocratique mauricienne (UDM) dont le chef de file était Guy Ollivry, il se rallie à la cause du Mouvement socialiste militant (MSM) qui, lors des élections générales en 1982, avec le Mouvement militant mauricien (MMM), défait le pouvoir en place, le parti travailliste mauricien, dirigé par le Dr Seewoosagur Ramgoolam.
Le 25 février 2002, il est élu président de la République par l'Assemblée nationale. Il démissionne de ses fonctions le 1er octobre 2003.